# Nomada erythrocephala
Nomada erythrocephala är en biart som beskrevs av Morawitz 1870. Nomada erythrocephala ingår i släktet gökbin, och familjen långtungebin. Inga underarter finns listade i Catalogue of Life.